# Ancylodonta apipema
Ancylodonta apipema là một loài bọ cánh cứng trong họ Cerambycidae.